# Samara Arena
La Samara Arena (en russe : Самара Арена), officiellement Solidarnost Arena (en russe : Солидарность Арена) et parfois aussi surnommée Cosmos Arena (en russe : Космос Арена), est un stade russe de football ouvert en avril 2018. D'une capacité de 45 000 places, il accueille l'équipe locale du Krylia Sovetov Samara en remplacement du stade Metallourg.
Le stade est notamment un des hôtes de la Coupe du monde 2018 durant laquelle il accueille quatre rencontres de la phase de groupes, un huitième de finale et un quart de finale.

## Histoire
Le stade devait initialement être bâti sur une île au sud de Samara. Mais celle-ci étant isolée et sans pont, le coût de l'opération a été critiqué et le projet se réalise finalement au nord de la ville, dans des quartiers industriels.
Le projet du complexe sportif devait initialement occuper 27 ha (norme FIFA 18-24 ha), mais les autorités ont modifié le projet et la superficie est passée à 240 ha (la superficie de la plus grande enceinte sportive de Russie, le stade Loujniki, est de 180 ha).
Le projet est désormais passé à 930 ha, permettant au groupe des développeurs de saisir les terres des quartiers pavillonnaires, au détriment des habitants.
Le 3 avril 2021, le stade est officiellement renommé Solidarnost Arena (en russe : Солидарность Арена) dans le cadre d'un accord de trois ans avec la banque du même nom (ru).

## Description du stade
Caractéristiques générales de l’installation :
- Territoire du stade : 27 ha
- Capacité générale du stade : 44 918 spectateurs
- Capacité des loges VIP : 1125 spectateurs
- Places de catégorie Premium : 75 spectateurs
- Superficie totale du stade : 160 498,10 m2
- Volume de construction total du stade : 503 480,00 m3
- Hauteur du stade : 60 mètres
- Arène du stade : 2 niveaux de tribunes ouvertes, 2 niveaux de loges fermées (skybox)
- Coût du chantier : 18,9 (20,7) milliards roubles
- Maître d’ouvrage : FGUP (l’Entreprise fédérale unitaire d’État) SPORT-INGINIRING
- Concepteur général : GUP SO (entreprise unitaire publique de l’Oblast de Samara) TERRNIIGRAJDANPROEKT
- Sociétés de conception : SARL PI ARENA, SARL SODIS LAB et d’autres.
- Entrepreneur général : SARL PSO KAZAN

Le 19 juillet 2017 (itérativement), le projet du stade a obtenu un avis positif de la FAU (Institution fédérale autonome) GLAVEXPERTISA ROSSII.
Une particularité architecturale essentielle du stade à Samara est un dôme en structures métalliques qui fait ressembler l'arène à un objet spatial. Ainsi, en recouvrant entièrement l'installation, vers le bas il se transforme en rayons comme une étoile ou fusée. Le dôme en étant très peu arrondi et s'élançant vers le haut presque rectilignement. Sur le fondement en ellipse il y a deux niveaux de places pour les spectateurs. Elles sont entièrement couvertes par le toit de l’arène. Le chauffage des tribunes a été prévu.
Le diamètre du stade dépasse le diamètre du Stade Loujniki à Moscou et est égal à 330 mètres. Le dôme du stade se compose de 32 consoles radiales montées sur des supports pyramidaux d’une hauteur de 21,4 mètres. La masse totale de la couverture est de 13 mille tonnes. La superficie totale du toit est de plus de 76 000 m2. La hauteur du stade est de 60 m. Une semelle en béton armé monolithe sert de fondement pour l’arène. Le volume du béton utilisé lors de la construction des structures monolithes est plus de 230 mètres cubes.
Le stade se compose de quatre niveaux : tribunes ouvertes sur le niveau supérieur et inférieur et entre eux deux niveaux de loges fermées pour les spectateurs (skybox). Au-dessous d’eux, il y a 5 niveaux de l'espace sous tribunes. Là des places pour les sportifs, un foyer pour les spectateurs, des locaux de business, des salles d’exposition et de vente et les systèmes de survie du stade ont été installés.
Pour les supporteurs des équipes invitées une entrée spéciale sur les tribunes a été prévue. Dans la partie ouest et nord du stade, il y a des voies spéciales et parkings pour les véhicules transportant les sportifs.
Le gazon naturel du terrain de football est muni d'un système de chauffage artificiel et d’arrosage automatique.
À la hauteur de 44 mètres au-dessus du niveau du terrain de football, des écrans d'information sont accrochés sur les structures métalliques du dôme du stade. La surface de chaque écran est de 172 mètres carrés et la dimension de 18 x 9,6 mètres.

## Situation
L’arène se situe dans la partie nord-ouest de Samara, entre les rues Dalniaïa et Arena 2018 et la chaussée Moskovskoïé. Le stade est situé dans le plus haut point de la ville. La distance entre le stade et la gare de chemin de fer est 15 kilomètres et entre le stade l’aéroport KOUROUMOTCH est 32 kilomètres.

## Services pour les supporters
Au stade FICHT les services suivants sont offerts aux supporteurs :
- Support de navigation et d’information par l’intermédiaire des volontaires.
- Information (bureau d’enregistrement des enfants, stockage des poussettes, bureau des objets trouvés).
- La consigne.
- Commentaires audio-descriptifs pour les supporteurs non-voyants et malvoyants.

Il y a des fauteuils hors-standard pour les personnes en surpoids. Pour les personnes aux possibilités limitées dans la structure des tribunes des zones panoramiques spéciales ont été installées où il y a de l’espace pour les fauteuils roulants et les personnes accompagnant.

### Conditions pour les personnes aux possibilités limitées
Au stade il y a des ascenseurs (en nombre de 38) qui serviront à monter sur les tribunes les personnes aux possibilités limitées et qui sont spécialement équipés pour le confort de ces dernières.
Le long de tout le trajet des groupes de personnes à mobilité réduite, dans les endroits de décalage des hauteurs des rampes avec revêtement antidérapant et barres de sécurité anti-traumatisme, des baies des portes de largeur augmentée et sans seuils ont été prévus. Pour les personnes aveugles des dalles tactiles seront installées.
Des indications et signalisations spéciales destinées, notamment, aux personnes avec déficit auditif et visuel, aideront à s’orienter.
La hauteur du plafond dans les aires de restauration sera diminuée pour le confort des personnes aux possibilités limitées. Le confort similaire est prévu pour les comptoirs d’enregistrement et points de vente.
En cas d’incendie, chaque secteur est muni de zones spéciales pour le sauvetage des personnes en fauteuils roulants où ils pourront attendre l’arrivée des équipes de sauvetage du Ministère des Situations d’Urgence. Tout cela a été réalisé dans l’objectif de sécuriser les personnes à mobilité réduite en cas d’évacuation où un grand nombre de supporteurs quitterait le stade.
Dans ce bâtiment il y a plus de 70 toilettes spécialement équipés pour les personnes aux possibilités limitées. En cas d’urgence, les personnes à mobilité réduite pourront appeler le secours en utilisant des boutons d’extrême urgence qui se trouvent dans les ascenseurs, toilettes et locaux spéciaux.

## Sécurité
Pour la Coupe du Monde de football 2018 le stade est équipé en systèmes de signalisation et d’alerte, en détecteurs de métaux, indicateurs de liquides dangereux et de matières explosives, muni de 30 postes de garde 24 heures sur 24.

## Événements
- Coupe du monde de football de 2018

## Matchs de compétitions internationales
| Date           | Tour           | Équipe 1   | Score | Équipe 2   | Spectateurs |
| -------------- | -------------- | ---------- | ----- | ---------- | ----------- |
| 17 juin 2018   | Groupe E       | Costa Rica | 0 - 1 | Serbie     | 41 432      |
| 21 juin 2018   | Groupe C       | Danemark   | 1 - 1 | Australie  | 40 727      |
| 25 juin 2018   | Groupe A       | Uruguay    | 3 - 0 | Russie     | 41 970      |
| 28 juin 2018   | Groupe H       | Colombie   | 1 - 0 | Sénégal    | 41 970      |
| 2 juillet 2018 | 1/8e de finale | Brésil     | 2 - 0 | Mexique    | 41 970      |
| 7 juillet 2018 | 1/4 de finale  | Suède      | 0 - 2 | Angleterre | 39 991      |